# Memorial Van Damme 2010
De Memorial Van Damme 2010 was een atletiektoernooi, dat op 27 augustus 2010 plaatsvond. Het was de 34ste editie van de Memorial Van Damme. Deze wedstrijd, onderdeel van de IAAF Diamond League 2010, de laatste in de serie, werd gehouden in het Koning Boudewijnstadion in Brussel.

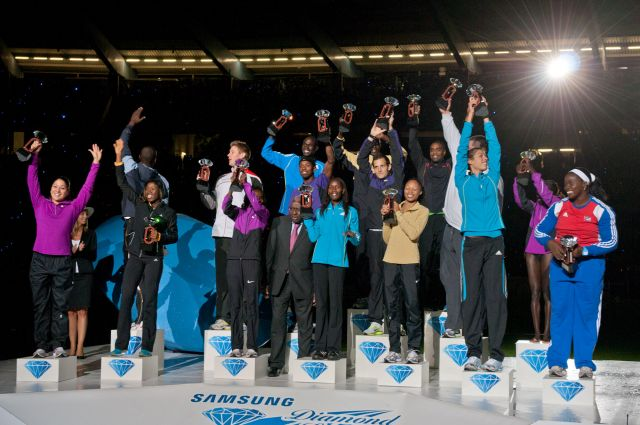
De winnaars van de IAAF Diamond League-serie in 2010 vieren hun feestje op het podium in Brussel.

## Uitslagen

### Mannen

#### 100 m
| rang   | atleet            | land | tijd        |
| ------ | ----------------- | ---- | ----------- |
| Goud   | Tyson Gay         | USA  | 9,79 s      |
| Zilver | Nesta Carter      | JAM  | 9,85 s (PB) |
| Brons  | Yohan Blake       | JAM  | 9,91 s      |
| 4      | Daniel Bailey     | ANT  | 10,09 s     |
| 5      | Richard Thompson  | TRI  | 10,11 s     |
| 6      | Mario Forsythe    | JAM  | 10,12 s     |
| 7      | Trell Kimmons     | USA  | 10,20 s     |
| 8      | Dexter Lee        | JAM  | 10,21 s     |
| 9      | Martial Mbandjock | FRA  | 10,26 s     |

#### 400 m
| rang   | atleet                | land | tijd         |
| ------ | --------------------- | ---- | ------------ |
| Goud   | Nery Brenes           | CRC  | 44,92 s (NR) |
| Zilver | Jonathan Borlée       | BEL  | 45,27 s      |
| Brons  | Allodin Fothergill    | JAM  | 45,44 s      |
| 4      | Kevin Borlée          | BEL  | 45,53 s      |
| 5      | David Neville         | USA  | 45,59 s      |
| 6      | Jamaal Torrance       | USA  | 46,02 s      |
| 7      | Erison Hurtault       | DMA  | 46,05 s      |
| 8      | Cédric Van Branteghem | BEL  | 46,31 s      |
| 9      | Ben Offereins         | AUS  | 46,74 s      |

#### 800 m
| rang   | atleet                | land | tijd         |
| ------ | --------------------- | ---- | ------------ |
| Goud   | David Rudisha         | KEN  | 1.43,50      |
| Zilver | Abubaker Kaki Khamis  | SUD  | 1.43,84      |
| Brons  | Boaz Lalang           | KEN  | 1.44,29      |
| 4      | Marcin Lewandowski    | POL  | 1.44,97      |
| 5      | Jackson Mumbwa Kivuva | KEN  | 1.45,62      |
| 6      | David Mutinba Mutua   | KEN  | 1.45,90 (PB) |
| 7      | Antonio Manuel Reina  | ESP  | 1.45,97 (SB) |
| 8      | Duane Solomon         | USA  | 1.46,17      |
| 9      | Belal Mansoor Ali     | BRN  | 1.46,74      |
| 10     | Bram Som              | NED  | 1.48,06      |
|        | Sammy Tangui          | KEN  | DNF          |

#### 1500 m
| rang   | atleet                   | land | tijd         |
| ------ | ------------------------ | ---- | ------------ |
| Goud   | Asbel Kiprop             | KEN  | 3.32,18 (SB) |
| Zilver | Leonel Manzano           | USA  | 3.32,37 (PB) |
| Brons  | Augustine Choge          | KEN  | 3.32,88      |
| 4      | Mekonnen Gebremehdin     | ETH  | 3.33,40      |
| 5      | Thomas Lancashire        | GBR  | 3.33,96 (PB) |
| 6      | Daniel Kipchirchir Komen | KEN  | 3.34,03      |
| 7      | Carsten Schlangen        | GER  | 3.34,19 (PB) |
| 8      | Collis Birmingham        | AUS  | 3.35,50 (PB) |
| 9      | Nixon Chepseba           | KEN  | 3.36,14      |
| 10     | Abdalaati Iguider        | MAR  | 3.36,73      |
| 11     | Alvaro Fernandez Cerezo  | ESP  | 3.37,13      |
| 12     | Kristof Van Malderen     | BEL  | 3.37,36      |
| 13     | Artura Casado            | ESP  | 3.37,67      |
| 14     | Samir Dahmani            | FRA  | 3.38,01 (PB) |
| 15     | Ismael Kombich           | KEN  | 3.40,98      |
|        | Johan Cronje             | RSA  | DNF          |
|        | David Krummenacker       | USA  | DNF          |
|        | Victor Seco              | ESP  | DNF          |

#### 400 m horden
| rang   | atleet             | land | tijd         |
| ------ | ------------------ | ---- | ------------ |
| Goud   | Bershawn Jackson   | USA  | 47,85 s      |
| Zilver | David Greene       | GBR  | 48,26 s      |
| Brons  | Javier Culson      | PUR  | 48,71 s      |
| 4      | Justin Gaymon      | USA  | 49,30 s      |
| 5      | Michaël Bultheel   | BEL  | 49,38 s (PB) |
| 6      | Angelo Taylor      | USA  | 49,72 s      |
| 7      | Jehue Gordon       | TRI  | 49,80 s      |
| 8      | Sébastien Maillard | FRA  | 50,75 s      |
| 9      | Nils Duerinck      | BEL  | 51,17 s      |

#### 3000 m steeplechase
| rang   | atleet                      | land | tijd         |
| ------ | --------------------------- | ---- | ------------ |
| Goud   | Mahidiene Mekhissi Benabbad | FRA  | 8.02,53 PB   |
| Zilver | Paul Kipsiele Koech         | KEN  | 8.07,66      |
| Brons  | Roba Gari                   | ETH  | 8.13,15      |
| 4      | Tomasz Szymkowiak           | POL  | 8.21,55      |
| 5      | Albert Kiptoo Yator         | KEN  | 8.23,69 (PB) |
| 6      | Björnar Ustad Kristensen    | NOR  | 8.24,51 (SB) |
| 7      | Antonio Jimenez             | ESP  | 8.25,42 (SB) |
| 8      | Steffen Uliczka             | GER  | 8.25,99      |
| 9      | Patrick Kipyegon Terer      | KEN  | 8.28,20      |
| 10     | Tareq Mubarak Taher         | BRN  | 8.35,03      |
| 11     | Simon Ayeko                 | UGA  | 8.38,84      |
| 12     | Krijn Van Koolwijk          | BEL  | 8.40,60      |
|        | Haron Lagat                 | KEN  | DNF          |
|        | Patrick Langat              | KEN  | DNF          |

#### Kogelstoten
| rang   | atleet             | land | afstand      |
| ------ | ------------------ | ---- | ------------ |
| Goud   | Reese Hoffa        | USA  | 22,16 m (MR) |
| Zilver | Christian Cantwell | USA  | 21,62 m      |
| Brons  | Tomasz Majewski    | POL  | 21,44 m (SB) |
| 4      | Dylan Armstrong    | CAN  | 20,87 m      |
| 5      | Adam Nelson        | USA  | 20,26 m      |
| 6      | Cory Lentin        | USA  | 20,24 m      |
| 7      | Dorian Scott       | JAM  | 19,20 m      |
| 8      | Wim Blondeel       | BEL  | 18,15 m      |
|        | Daniel Taylor      | USA  | NM           |

#### Polsstokhoogspringen
| rang   | atleet             | land | hoogte      |
| ------ | ------------------ | ---- | ----------- |
| Goud   | Malte Mohr         | GER  | 5,85 m (PB) |
| Zilver | Renaud Lavillenie  | FRA  | 5,80 m      |
| Brons  | Maksym Mazuryk     | POL  | 5,75 m      |
| 4      | Fabian Schulze     | GER  | 5,65 m      |
| 5      | Steven Hooker      | AUS  | 5,65 m      |
| 5      | Derek Miles        | USA  | 5,65 m      |
| 7      | Giuseppe Gibilisco | ITA  | 5,55 m      |
| 7      | Lukasz Michalski   | POL  | 5,55 m      |
| 9      | Romain Mesnil      | FRA  | 5,45 m      |
| 10     | Kevin Rans         | BEL  | 5,35 m      |
| 11     | Damiel Dossevi     | FRA  | NM          |
| 12     | Raphael Holzdeppe  | GER  | NM          |

#### Hink-stap-springen
| rang   | atleet            | land | afstand |
| ------ | ----------------- | ---- | ------- |
| Goud   | Teddy Tamgho      | FRA  | 17,52 m |
| Zilver | Alexis Copello    | CUB  | 17,47 m |
| Brons  | Christian Olsson  | SWE  | 17,35 m |
| 4      | David Giralt      | CUB  | 17,10 m |
| 5      | Benjamin Compaore | FRA  | 16,96 m |
| 6      | Nathan Douglas    | GBR  | 16,86 m |
| 7      | Marian Oprea      | ROU  | 16,83 m |
| 8      | Randy Lewis       | GRN  | 16,11 m |
|        | Samyr Laine       | HAI  | NM      |

#### Speerwerpen
| rang   | atleet               | land | afstand |
| ------ | -------------------- | ---- | ------- |
| Goud   | Andreas Thorkildsen  | NOR  | 89,88 m |
| Zilver | Tero Pitkämäki       | FIN  | 83,36 m |
| Brons  | Matthias De Zordo    | GER  | 82,39 m |
| 4      | Jarrod Bannister     | AUS  | 82,05 m |
| 5      | Teemu Wirkkala       | FIN  | 82,01 m |
| 6      | Ainars Kovals        | LAT  | 81,45 m |
| 7      | Ari Mannio           | FIN  | 80,66 m |
| 8      | Petr Frydrych        | CZE  | 77,29 m |
| 9      | Oleksandr Pjatnytsja | UKR  | 75,54 m |
| 10     | Till Wöschler        | GER  | 74,60 m |

### Vrouwen

#### 200 m
| rang   | atleet              | land | tijd    |
| ------ | ------------------- | ---- | ------- |
| Goud   | Allyson Felix       | USA  | 22,61 s |
| Zilver | Shalonda Solomon    | USA  | 22,70 s |
| Brons  | Bianca Knight       | USA  | 23,01 s |
| 4      | Aleksandra Fedoriva | RUS  | 23,07 s |
| 5      | Kelly-Ann Baptiste  | TRI  | 23,26 s |
| 6      | Jelizaveta Bryzhina | UKR  | 23,28 s |
| 7      | Porscha Lucas       | USA  | 23,36 s |
| 8      | Olivia Borlée       | BEL  | 23,61 s |
| 9      | Consuella Moore     | USA  | 23,63 s |

#### 800 m
| rang   | atleet                | land | tijd         |
| ------ | --------------------- | ---- | ------------ |
| Goud   | Janeth Jepkosgei      | KEN  | 1.58,82      |
| Zilver | Maria Savinova        | RUS  | 1.59,49      |
| Brons  | Caster Semenya        | RSA  | 1.59,65 (SB) |
| 4      | Alysia Johnson        | USA  | 1.59,89      |
| 5      | Jenny Meadows         | GBR  | 1.59,93      |
| 6      | Anna Pierce           | USA  | 2.00,05      |
| 7      | Elisa Cusma-Piccione  | ITA  | 2.00,35      |
| 8      | Tintu Luka            | IND  | 2.00,79      |
| 9      | Jemma Simpson         | GBR  | 2.01,13      |
| 10     | Neisha Bernard-Thomas | GRN  | 2.01,75      |
|        | Halima Hachlaf        | MAR  | DNF          |
|        | Karen Shinkins        | IRL  | DNF          |

#### 100 m horden
| rang   | atleet                  | land | tijd    |
| ------ | ----------------------- | ---- | ------- |
| Goud   | Priscilla Lopes-Schliep | CAN  | 12,54 s |
| Zilver | Sally Pearson           | AUS  | 12,64 s |
| Brons  | Perdita Felicien        | CAN  | 12,68 s |
| 4      | Queen Harrison          | USA  | 12,69 s |
| 5      | Lolo Jones              | USA  | 12,78 s |
| 6      | Danielle Carruthers     | USA  | 12,93 s |
| 7      | Derval O'Rourke         | IRL  | 12,96 s |
| 8      | Christina Vukicevic     | NOR  | 13,21 s |
| 9      | Elisabeth Davin         | BEL  | 13,34 s |

#### 3000 m steeplechase
| rang   | atleet               | land | tijd          |
| ------ | -------------------- | ---- | ------------- |
| Goud   | Sofia Assefa         | ETH  | 9.20,72 (SB)  |
| Zilver | Milcah Chemos Cheywa | KEN  | 9.22,34       |
| Brons  | Almaz Ayana          | ETH  | 9.22,51 (WJR) |
| 4      | Mekdes Bekele        | ETH  | 9.24,17 (SB)  |
| 5      | Lisa Aguilera        | USA  | 9.24,84 (PB)  |
| 6      | Lydia Jebet Rotich   | KEN  | 9.29,24       |
| 7      | Katarzyna Kowalska   | POL  | 9.33,79       |
| 8      | Birtukan Adamu       | ETH  | 9.45,06       |
| 9      | Korene Hinds         | JAM  | 9.54,37       |
|        | Sophie Duarte        | FRA  | DNF           |
|        | Mardrea Hyman        | JAM  | DNF           |

#### 5000 m
| rang   | atleet               | land | tijd          |
| ------ | -------------------- | ---- | ------------- |
| Goud   | Vivian Cheruiyot     | KEN  | 14.34,18      |
| Zilver | Linet Masai          | KEN  | 14.35,07      |
| Brons  | Sentayehu Ejigu      | ETH  | 14.35,13      |
| 4      | Sally Kipyego        | KEN  | 14.38,64 (PB) |
| 5      | Elvan Abeylegesse    | TUR  | 14.39,61      |
| 6      | Sylvia Kibet         | KEN  | 14.39,80      |
| 7      | Ines Chenonge        | KEN  | 14.43,14      |
| 8      | Meselech Melkamu     | ETH  | 14.44,26      |
| 9      | Molly Huddle         | USA  | 14.44,76 (AR) |
| 10     | Stephanie Twell      | GBR  | 14.54,08 (PB) |
| 11     | Mercy Cherono        | KEN  | 14.58,88      |
| 12     | Esther Chemtai       | KEN  | 14.59,75      |
|        | Lydia Chojecka       | POL  | DNF           |
|        | Lindsey De Grande    | BEL  | DNF           |
|        | Zakia Mrisho Mohamed | TAN  | DNF           |
|        | Margareth Muriuki    | KEN  | DNF           |
| DQ     | Alemitu Bekele       | TUR  | 14.36,79 (PB) |

#### Discuswerpen
| rang   | atleet            | land | afstand      |
| ------ | ----------------- | ---- | ------------ |
| Goud   | Sandra Perković   | CRO  | 66,93 m (NR) |
| Zilver | Yarelis Barrios   | CUB  | 65,96 m      |
| Brons  | Li Yanfeng        | CHN  | 64,74 m      |
| 4      | Dani Samuels      | AUS  | 62,13 m      |
| 5      | Nicoleta Grasu    | ROU  | 61,68 m      |
| 6      | Aretha Thurmond   | USA  | 61,58 m      |
| 7      | Becky Breisch     | USA  | 59,77 m      |
| 8      | Joanna Wisniewska | POL  | 58,42 m      |

#### Hink-stap-springen
| rang   | atleet                   | land | resultaat |
| ------ | ------------------------ | ---- | --------- |
| Goud   | Olga Rypakova            | RUS  | 14,80 m   |
| Zilver | Yargelis Savigne         | CUB  | 14,56 m   |
| Brons  | Olha Saladukha           | UKR  | 14,38 m   |
| 4      | Dana Veldáková           | SVK  | 14,19 m   |
| 5      | Snezana Vukmirovic-Rodic | SLO  | 14,16 m   |
| 6      | Svetlana Bolshakova      | BEL  | 14,04 m   |
| 7      | Nadezhda Alekhina        | RUS  | 13,74 m   |
| 8      | Anna Pjatych             | RUS  | 13,73 m   |
| 9      | Adelina Gavrila          | ROU  | 13,61 m   |

#### Hoogspringen
| rang   | atleet                | land | resultaat |
| ------ | --------------------- | ---- | --------- |
| Goud   | Blanka Vlašić         | CRO  | 2,00 m    |
| Zilver | Antonietta di Martino | ITA  | 1,98 m    |
| Brons  | Emma Green            | SWE  | 1,98 m    |
| 4      | Ruth Beitia           | ESP  | 1,92 m    |
| 5      | Svetlana Shkolina     | RUS  | 1,92 m    |
| 6      | Irina Gordeyeva       | RUS  | 1,86 m    |
| 7      | Lavern Spencer        | LCA  | 1,86 m    |
| 8      | Ana Simic             | CRO  | 1,80 m    |
| 9      | Hanne Van Hessche     | BEL  | NM        |

1977 · 
1978 · 
1979 · 
1980 · 
1981 · 
1982 · 
1983 · 
1984 · 
1985 · 
1986 · 
1987 · 
1988 · 
1989 · 
1990 · 
1991 · 
1992 · 
1993 · 
1994 · 
1995 · 
1996 · 
1997 · 
1998 · 
1999 · 
2000 · 
2001 · 
2002 · 
2003 · 
2004 · 
2005 · 
2006 · 
2007 · 
2008 · 
2009 · 
2010 · 
2011 ·
2012 ·
2013 ·
2014 ·
2015 ·
2016 ·
2017 ·
2018 ·
2019 .
2020 .
2021 .
2022 .
2023 .
2024 .
2025